# Марк Геганий Мацерин (трибун 367 пр.н.е.)
Вижте пояснителната страница за други личности с името Марк Геганий Мацерин.
Марк Геганий Мацерин (на латински: Marcus Geganius Macerinus) e политик на Римската република през 4 век пр.н.е.
Той произлиза от клон Мацерин на патрицииската фамилия Гегании.
През 367 пр.н.е. той е консулски военен трибун с още пет други колеги.